# マイアミクライシス
『マイアミクライシス』（Miami Crisis 、北米：Miami Law）は、2009年8月6日にハドソンより発売されたニンテンドーDS用アドベンチャーゲーム。

## 概要
ロウとサラ、二人のキャラクターから一人を選択し、麻薬密売組織の完全撲滅と事件の真相の解決を目指し進んでいくというもの。キャラクター選択により異なるストーリーが展開される。尚、進めていく途中でキャラ選択を再びできる。
アドベンチャーパートとミッションパートがあり、基本はアドベンチャーパートで進んでいくが、状況によりミッションパートに突入する。ミッションパートのミッションは50を超える任務がある。
宣伝キャラクターとしてお笑いコンビのどきどきキャンプが起用された。

## ストーリー
アメリカ合衆国・フロリダ州南端に位置する巨大都市・マイアミを舞台に、マイアミ市警刑事・ロウとFBI捜査官・サラが協力し、合同捜査をすることに。麻薬密売組織の撲滅のため、危険が隣り合わせの中、捜査に乗り出す。

## 登場人物

### FBI
サラ・スターリング
FBIマイアミ支局に勤務するFBI捜査官であり、このゲームの主人公。
科学捜査に精通し、性格は非常にまじめ。ロウ・マーティンと意見が衝突することがしばしばある。
ラリー・フロイド
サラの上司で、異例のスピードで副支局長まで出世したエリートである。
捜査に余計な口出しをする融通のきかない人物である。

### マイアミ市警
ロウ・マーティン
マイアミ市警刑事で、進入捜査官。このゲームのもう一人の主人公。
正義感がとても強いが、常識破りで物事を進めていく。
サム・ブラウン
ロウの元相棒であり親友。麻薬密売組織であるマイアミ・ジンジゲートに侵入捜査中に殺害され、故人となる。
ジョージ・ギブロン
マイアミ市警の署長。ロウの上司で、よき理解者である。サラにも協力的である。

### 麻薬密売組織

#### マイアミ・ジンジゲート
ニック・ブロス
マイアミ・ジンジゲートのボス。表向きは貿易会社の経営者だが、裏では組織を操っている。
ケリー・キャンプ
マイアミ・ジンジゲートの女性幹部で、ニックの愛人と噂されている。
サムの死の何かを知っているという人物。
エリック・ボーエン
マイアミ・ジンジゲートの幹部。ボスの右腕と称される頭脳明晰な人物。
取引の現場を取り仕切っている。
アル・ハーダウェイ
マイアミ・ジンジゲートの構成員。ロウのことを兄貴と呼び信頼を寄せている。
交友関係の広さから、手持ちの情報が多い。

#### キューバ・コネクション
レイ・バチスタ
キューバ・コネクションのボスであり、アントニオの父親。
麻薬取引の裏でキューバ復興のために尽力する。
アントニオ・バチスタ
レイの息子。卑怯な事は嫌いだが、目的のためなら何事も構わない。

### その他
ジェシカ・ブタウン
サムの妹。
謎の男
突然、ロウとサラの前に現れた名前の通り謎の男。仮面を被り素顔を隠している。
全てが謎に包まれているが、事件について重要な情報を握っている。
麻薬密売組織ともつながりがあるのでは?と言われている。

## テーマソング
LGYankees 「Dangerous Game」「chEckmaTe」